# Körutazás a Balkánon
Körutazás a Balkánon är ett musikalbum som släpptes år 1998 av den ungerska musikgruppen Bikini.

## Låtlista

### CD 1
1. A szabadság rabszolgái
2. Ébredés után
3. Mondd el
4. Ezt nem tudom másképp mondani
5. Hazudtunk egymásnak
6. Legyek jó
7. Temesvári vasárnap
8. Közeli helyeken
9. Adj helyet magad mellett
10. Bátyuska

### CD 2
1. Valóság állomás
2. Itthon vagyok
3. Olcsó vigasz
4. Füstmérgezés
5. Nehéz a dolg Ha volna még időma
6. Csak dolgozni ne kelljen
7. Fagyi
8. Ki visz haza
9. Mielőtt elmegyek